# Village of Four Seasons
Village of Four Seasons – wieś w Stanach Zjednoczonych, w stanie Missouri, w hrabstwie Camden.